# 후렌호
후렌호(일본어: 風蓮湖 후렌코[*])는 홋카이도 네무로시와 노쓰케군 베쓰카이정에 걸쳐 있는 호수이다. 노쓰케후렌 도립 자연공원에 속해 있다.

## 지리
홋카이도 동부, 네무로반도 부근에 위치해 있다. 면적은 57.5km2로 일본의 호소 중 14번째로 넓다. 기수호인 사로마호, 노토로호에 이어 홋카이도에서 3번째로 큰 기수호이다. 호수 둘레는 96km로 기수호로서는 홋카이도에서 가장 길다. 직접 네무로만과 맞다아 있기 때문에 호면의 표고는 0m이다.
- 유입하천: 후렌강, 벳토가강, 야우슈베쓰강
- 유출하천: 수로

## 생태
사주인 슌쿠니다이(春国岱)에는 사구에 자생하는 가문비나무와 해당화 군락이 조성되어 있다.
호수 주위는 습지대가 널게 까려있어 두루미의 산란지와 물새들의 도래지로 알려져 있다. 이와 같은 이유로 일본 정부에서는 1993년 후렌 호 조수보호구로 국가에서 지정하였고, 이후 슌쿠니다이와 함께 중요 습지로 부각되어 2005년 11월 8일 람사르 협약에 정식으로 등록되었다. 아울러, 조수보호구의 면적은 7,806ha이고 이중 특별보호구지구는 6,139ha이다.